# Protea nana
Protea nana (P.J.Bergius) Thunb. – gatunek krzewu z rodziny srebrnikowatych.
Roślina jest endemitem Prowincji Przylądkowej Zachodniej w RPA. 
Jest to krzew o wysokości do 1,3 m. Liście szpilkowate o długości 18–30 mm i szerokości 1,0–1,5 mm są skierowane ku górze. Kwitnie od czerwca do listopada. Zwisające kielichowate kwiatostany mają barwę winnoczerwoną. Kwiaty wydają woń drożdży. Nasiona pozostają na roślinie przez lata, dopóki nie spłonie lub obumrze. Gatunek preferuje siedliska górskie, między 400 a 900 m n.p.m.